# Fife and drums
Le style fife and drums (« fifre et tambours ») est une forme de musique folk du Sud des États-Unis dérivée à la fois du blues traditionnel (ou country blues), de la tradition de la musique militaire et des rythmes africains. Elle est exécutée généralement avec un joueur de fifre principal et une troupe de percussionnistes.

## Histoire
Les ensembles de fifres et de tambours militaires d'avant la guerre de Sécession ont fourni un cadre approximatif que les musiciens noirs, issus de l'esclavage, remplirent d'influences africaines et afro-américaines pour créer une musique nouvelle. La tradition afro-américaine du fife and drums est un style de musique antérieur au blues qui reste obstinément vivant au XXIe siècle.
Après la guerre civile, le développement de ce style s'est étendu dans une aire géographique englobant le Mississippi, la Géorgie, le Tennessee et la Virginie. La musique de fife and drums noire persiste encore dans une partie des États du Sud appelée Hill country, qui s'étend du nord-ouest de la Géorgie à une région au sud de Memphis, à savoir essentiellement le nord du Mississippi.
Contrairement à un corps de tambour militaire, la troupe de tambours du fife and drums est structurée de façon plus libre. En tant que tel, un groupe de fife and drums peut avoir un nombre variable de joueurs de caisse claire, de tom et de grosse caisse. Une grosse caisse large de style militaire est généralement préférée. Le fifre est souvent élaboré à partir d'un simple morceau de canne à sucre évidé et percé de plusieurs trous. Les spectacles de fifre et de tambour sont souvent des affaires familiales organisées lors de réunions, de pique-niques communautaires d'été et de vacances. 
La musique est empreinte de la tradition du tambour militaire euro-américaine, de polyrythmies africaines, de l'influence du tama et du modèle d'appels et réponses. Les interprètes jouent des airs de blues, des marches, des pièces de minstrel show, de la musique populaire, des instrumentaux et des negro spirituals tels que When the Saints Go Marching In, When I Lay My Burden Down, My Babe et Sitting on Top of the World. Une « marche » se transforme davantage en une danse oscillante, parfois dirigée par une danseuse, et le chant se fait entendre par des cris sporadiques, des huées et des gémissements des différents joueurs. Bien que des spirituals soient parfois joués, les rassemblements de musique fife and drums ne sont pas de nature religieuse et n'ont pas lieu le dimanche ou à l'église. 
Le folkloriste Alan Lomax enregistra pour la première fois de la musique fife and drums noire en 1942. Il a rencontré le groupe de Sid Hemphill, près de Sledge, Mississippi, composé d'un fifre de canne, de deux caisses claires et d'une grosse caisse. Ces mêmes musiciens se sont constitués en groupe de cordes, utilisant violon, banjo, guitare et grosse caisse, et ont également incorporé de la flûte de pan. George Mitchell et David Evans ont également enregistré des groupes de fife and drums au Mississippi et en Géorgie. À partir des années 1960, des artistes de fife dans drums tels que les frères Young, Napoleon Strickland ou Othar Turner se produisent dans les festivals de revival folk et de blues.

## Artistes notables
- Napoleon Strickland (1924-2001) ;
- Othar Turner ;
- Shardé Thomas, petite-fille de Turner ;
- Bernice Turner, sa fille ;
- Sid Hemphill ;
- Jessie Mae Hemphill, sa petite-fille ;
- Ed Young (fifre, 1908-1974) ;
- Lonnie Young (grosse caisse) ;
- Lonnie Young Jr. (caisse claire) ;
- les frères J. W., James et Willie C. Jones (Géorgie) ;
- les Mitchel Brothers (Géorgie).

## Discographie
- Othar Turner and the Rising Star Fife and Drum Band, Everybody Hollerin’ Goat, 1998, Birdman (BMR 018).
- Traveling Through the Jungle: Negro Fife and Drum Band, Music from the Deep South, 1995, Testament Records (TCD-5017)
- Afro-American Folk Music from Tate and Panola Counties, Mississippi, 2000, Rounder Records (18964-1515-2)